# Ermittlungsperson der Staatsanwaltschaft
Die Ermittlungspersonen der Staatsanwaltschaft sind in Deutschland Amtsträger, die bei Gefahr im Verzug die Befugnis zur Anordnung und Durchführung besonderer Maßnahmen zur Strafverfolgung haben.

## Definition
Das Rechtsinstitut der Ermittlungsperson der Staatsanwaltschaft wurde geschaffen für den Fall, dass die Einholung einer staatsanwaltlichen Anordnung nicht oder nicht rechtzeitig möglich ist, ohne den Ermittlungserfolg zu gefährden (Gefahr im Verzuge). Ermittlungspersonen der Staatsanwaltschaft sind befugt, solche strafprozessualen Maßnahmen anzuordnen, die erheblich in die Rechte des Beschuldigten eingreifen. Zu weniger einschneidenden Maßnahmen (z. B. Platzverweis, Sicherstellung) sind auch andere Amtsträger befugt.
Rechtsgrundlage im Bundesrecht ist § 152 Abs. 1 GVG. Die Landesregierungen definieren ihre Ermittlungspersonen per Verordnung (meist Verordnung über Ermittlungspersonen der Staatsanwaltschaft). Die Landesregierungen können wiederum die Ermächtigung zur Bezeichnung von Ermittlungspersonen an ihre Landesjustizverwaltungen übertragen. Voraussetzung für die Zuerkennung der Eigenschaft als Ermittlungsperson ist gemäß der o. g. Vorschrift, dass die in Frage kommenden Dienstkräfte Angehörige des öffentlichen Dienstes sind, das 21. Lebensjahr vollendet haben und mindestens zwei Jahre in den bezeichneten Beamten- oder Angestelltengruppen tätig gewesen sind.
Solche Ermittlungspersonen sind vielfach Polizeibeamte, aber auch der Forstdienst, Steueraufsichtsdienst, Grenzaufsichtsdienst, Bergämter oder die Forst- und Fischereiverwaltungen stellen Ermittlungsbeamte. Des Weiteren kann jede Dienstkraft eines Bundeslandes per Verordnung zur Ermittlungsperson erklärt werden. Aus praktischen Erwägungen können auch landesfremde Beamte zu Ermittlungspersonen der Staatsanwaltschaft bestellt werden, so z. B. die Bestellung von Wasserschutzpolizeibeamten des Landes Niedersachsen zu Ermittlungspersonen der hessischen Staatsanwaltschaft durch Art. II Abs. 1 Satz 2 des Staatsvertrags zwischen den Ländern Niedersachsen und Hessen über die Durchführung der wasserschutzpolizeilichen Aufgaben in den im Lande Hessen gelegenen Stromgebieten der Weser und der Fulda vom 7. November/22. Dezember 1953.
Es gibt keinerlei Abzeichen oder speziellen Ausweis für die Eigenschaft als Ermittlungsperson, der Polizeidienstausweis enthält je nach Aussteller teilweise eine entsprechende Aussage. Ermittlungsperson der Staatsanwaltschaft wird der Großteil der Polizeibeamten des mittleren und gehobenen Dienstes nach Ableistung einer bestimmten Berufspraxis (s. o.). Jedenfalls kann man als Bürger davon ausgehen, dass alle Dienstgrade vom Polizeimeister bis zum Ersten Polizeihauptkommissar diese Eigenschaft haben. Die höheren Dienstgrade sind oft in den Verordnungen ausgenommen, weil diese gar nicht mit eiligen Ermittlungen befasst sind bzw. solche Arbeiten delegieren.
Über die Vorschrift des § 114 StGB werden Ermittlungspersonen gegen Widerstandshandlungen von Betroffenen besonders geschützt.

## Verhältnis zur Staatsanwaltschaft
Es handelt sich nicht um einen Beruf, sondern um eine Funktion, die in Personalunion mit einem Beruf ausgeübt wird. Ermittlungspersonen der Staatsanwaltschaft sind demnach keine Mitarbeiter, sondern „Zuarbeiter“ einer Staatsanwaltschaft im Amt. Die örtlich zuständige Staatsanwaltschaft ist originär für die Anordnung und Durchführung derartiger Maßnahmen zuständig, da sie „Herrin des Ermittlungsverfahrens“ ist. Sie hat Weisungsbefugnis gegenüber allen Ermittlungspersonen in ihrem Zuständigkeitsbereich. Die Bundespolizei ist in ihrer Eigenschaft als Ermittlungsperson der örtlich zuständigen Staatsanwaltschaft eines Bundeslandes verpflichtet. Die Funktion der Eigenschaft als Ermittlungsperson der Staatsanwaltschaft kann jederzeit, auch mündlich, aberkannt werden (seitens der Beschäftigungsdienststelle).

## Befugnisse
Die Befugnisse umfassen u. a. die Anordnung zu
- einer körperlichen Untersuchung bei Beschuldigten (§ 81a StPO)
- einer körperlichen Untersuchung bei Zeugen (§ 81c StPO)
- einer Beschlagnahme (§ 98 StPO)
- einer strafprozessualen Durchsuchung (§§ 102 ff. StPO)
- einer Kontrollstelle im Strafverfahren (§ 111 StPO)
- einer Sicherheitsleistung gemäß § 132 StPO
- einer Schleppnetzfahndung (§ 163d StPO)

Dabei muss oft eine Eilzuständigkeit (Gefahr im Verzug) vorliegen, vgl. Richtervorbehalt.
Eine strafprozessuale Beschlagnahme als Spezialfall der Sicherstellung bedarf keiner Anordnungskompetenz (§§ 94, 98 ff. StPO). Zur Festnahme gemäß § 127 Abs. 2 StPO und zur Durchsicht von Papieren sind  Ermittlungspersonen – welche nicht immer Polizeibeamte sind – nur dann berechtigt, wenn sie auf Weisung der Staatsanwaltschaft handeln (§ 152 Abs. 1 GVG).

## Personenkreis
Wer zum Personenkreis der Ermittlungspersonen der Staatsanwaltschaft zählt, bestimmt sich danach, wer die Maßnahme anordnet (Bundes-/Landesbediensteter). In der Regel sind dies
- Polizeivollzugsbeamte (mit unterschiedlichen Voraussetzungen, z. B. § 12 Abs. 5 BPolG)
- Mitarbeiter der Finanzverwaltung des Bundes (Zoll) und der Länder (Finanzämter) im Steuerstrafverfahren
- Delegierte des leitenden Staatsanwaltes
- Forstbeamte des Revierdienstes (Leiter von staatlichen oder kommunalen Forstrevieren, umgangssprachlich: Förster), bei entsprechender Funktion im Privatdienst auf Antrag (Voraussetzung: forstliche Ausbildung)
- bestätigte Jagdaufseher, sofern sie Berufsjäger oder forstlich ausgebildet sind (§ 25 Abs. 2 BJagdG)
- Beamte der Veterinär- und Lebensmittelüberwachungsverwaltung
- Bedienstete der Fischereiverwaltung
- Gemeindevollzugsbeamte in Baden-Württemberg
- Beamte der Bergverwaltung (Bergbau)
- Angestellte Wirtschaftsfachkräfte der Staatsanwaltschaft
- Historisch waren auch Vollzugsbeamte des Betriebssicherungsdienstes der Deutschen Bundespost  Hilfsbeamte.

## Begriffsänderung
Ermittlungspersonen der Staatsanwaltschaft hießen bis 30. August 2004 Hilfsbeamte der Staatsanwaltschaft. Der Begriff wurde in der StPO modifiziert. Nach der amtlichen Begründung wird der Begriff des „Hilfsbeamten der Staatsanwaltschaft“ der heutigen Funktion der Polizei und anderer Vollzugsorgane im Vor- und Ermittlungsverfahren sprachlich wie tatsächlich nicht mehr gerecht.
Zwar obliegt die Sachleitungsbefugnis im Ermittlungsverfahren weiterhin uneingeschränkt der Staatsanwaltschaft, im Hinblick auf den inzwischen erreichten Aus- und Fortbildungsstand der Ermittlungspersonen und der daraus folgenden Tatsache, dass die Polizei aus einer lediglich untergeordneten Hilfsfunktion herausgewachsen ist, wird durch die Ersetzung des nicht mehr zeitgemäßen Begriffs der „Hilfsbeamten“ durch den Begriff „Ermittlungspersonen“ das heutige Verhältnis zwischen Staatsanwaltschaft und Polizei zutreffend charakterisiert und der Ermittlungswirklichkeit Rechnung getragen.